# 2009 en Érythrée
Chronologie de l’Érythrée
- 2021
- 2022
- 2023
- 2024
- 2025
- 2026
- 2027
- 2028
- 2029

Cette page présente les faits marquants de l'année 2009 en Érythrée.

## Évènements

### Janvier
- 14 janvier : à New York, le Conseil de sécurité des Nations unies adopte la résolution 1862 concernant le différend frontalier entre Djibouti et l'Érythrée.
- 21 janvier : la répression religieuse cause la mort de chrétiens détenus dans un camp militaire[1].

### Février
- 9 février : à Asmara, une trentaine de journalistes de la station de radio Radio Bana sont arrêtés[2].
- 18 au 21 février : à Asmara, une formation sur la gestion des maladies non transmissibles (MNT) est organisée et soutenue par l'Organisation mondiale de la Santé (OMS) marquant une étape importante dans la gestion des MNT[3].
- 28 février : le ministère de la Défense stipule que l'utilisation de téléphones portables est considérée comme un acte de trahison[4].

### Mars
- 24 mars : le président soudanais Omar al-Bashir effectue une visite officielle en Érythrée défiant le mandat d'arrêt émis à son encontre par la Cour pénale internationale[5].

### Avril
- 16 avril : l'organisation Human Rights Watch publie un rapport documentant les violations des droits de l'homme par le gouvernement érythréen[6].

### Mai
- 5 mai : le gouvernement érythréen déni les accusations de soutien aux insurgés somaliens.
- 17 mai : après la prise de la ville de Jowhar par le groupe Al-Shabaab, l'Union africaine lance un appel en faveur de sanctions contre l'Érythrée[7].
- 21 mai : la Communauté de l'Afrique de l'Est (IGAD) lance également un appel pour des sanctions contre l'Érythrée[8].
- 24 mai : la fête de l'Indépendance est célébrée.

### Juin
- 12 juin : les travailleurs humanitaires alertent sur la crise alimentaire dans le pays.

### Juillet
- 7 juillet : à Asmara, quinze moines de l'Église orthodoxe érythréenne sont arrêtés[9].
- 30 juillet : les États-Unis avertissent l'Érythrée de cesser son soutien aux insurgés somaliens[10].

### Septembre
- 9 septembre : l'organisation Amnesty International publie un rapport sur la répression en Érythrée, soulevant des conditions de détentions inhumaines.
- 22 septembre : un chrétien évangélique érythréen meurt emprisonné en raison de sa foi dans un camp de détention.
- 28 septembre : le ministre des Affaires étrangères, Osman Mohammed Saleh, prend la parole à l'Assemblée générale de l'ONU appelant à une réforme fondamentale des institutions internationales[11].

### Octobre
- 2 octobre : à Asmara, l'ancien ministre de la Santé et membre du Front populaire pour la démocratie et la justice (PFDJ), Saleh Meki, décède d'une crise cardiaque.
- 7 octobre : des travailleurs de Chalice Gold Mines sont tués près du projet minier Zara[12].
- 25 octobre : le gouvernement djiboutien accuse l'Érythrée de former et d'armer des milices[13].

### Novembre
- 10 novembre : à Sanaa, le gouvernement yéménite convoque l'ambassadeur érythréen pour protester contre des informations selon lesquelles l'Érythrée fournirait des armes aux Houthis[14].
- 11 novembre : à Bruxelles, une conférence est organisée sur la politique de l'Union Européenne et des États-Unis pour harmoniser leur politique envers l'Érythrée[15].
- 26 novembre : la président érythréen Isaias Afwerki avertit la communauté internationale contre les sanctions envers l'Érythrée[16].

### Décembre
- 5 décembre : le Conseil de sécurité des Nations unies renforce les sanctions contre l'Érythrée.
- 15 décembre : au Kenya, douze membres de l'équipe nationale de football de l'Érythrée disparaissent[17].
- 16 au 20 décembre : la dixième édition du Tour d'Érythrée a lieue.
- 23 décembre : le Conseil de sécurité des Nations unies adopte la résolution 1907 imposant un embargo sur les armes[18].

## Décès
- Juin : Germano Nati, ancien administrateur de la région de la Mer Rouge méridionale[19].
- 2 octobre : Saleh Meki, homme politique, ancien ministre de la Santé et des Ressources marines[20].
- Dates inconnues : Mahmoud Sherifo, ancien vice-président et Ogbe Abraha, général.